# 艾尔夫达伦市镇
艾尔夫达伦市镇（瑞典語：Älvdalens kommun，Älvdalen意为“河谷”）是瑞典中部达拉纳省的一个市镇。其治所位于艾尔夫达伦。
艾尔夫达伦市镇盾徽表现了该市镇的地貌：水流与山岭。